# Europa FM
Europa FM — Un radio de milioane de romani (een radio van miljoenen Roemenen) is een Roemeense radiozender die in het Roemeens uitzendt. De radiozender is via de ether in Roemenië te ontvangen en via de website van Europa FM. Het genre is vooral Roemeense en internationale popmuziek.
Het radiostation moet niet verward worden met het Radio Free Europe/Radio Liberty.